# Tre nipoti e un maggiordomo
Tre nipoti e un maggiordomo (Family Affair) è una sitcom statunitense andata in onda tra il 1966 e il 1971.

## Trama
L'ingegnere civile e scapolo Bill Davis tenta di allevare i bambini orfani di suo fratello Bob (morto in un incidente d'auto circa un anno prima dell'ambientazione temporale del primo episodio) nel suo lussuoso appartamento di New York. Davis può contare sull'aiuto del signor Giles French, una sorta di maggiordomo, balia e tuttofare che condivide con il padrone di casa la responsabilità di prendersi cura della quindicenne Cissy e dei due gemelli di sei anni Jody e Buffy. I cinque vivono al 600 della 62ª strada a Manhattan (l'indirizzo viene fornito da French quando iscrive Buffy e Jody alla scuola).
Giles va poi in Inghilterra e viene sostituito da suo fratello Nigel, detto "Niles", assunto dalla famiglia Davis (personaggio presente in nove episodi del 1967). In seguito Bill assume una governante a tempo parziale, Emily Turner, per assistere Nigel.

## Personaggi e interpreti

### Personaggi principali
- Zio Bill Davis (138 episodi, 1966-1971), interpretato da Brian Keith.
- Catherine Patterson-Davis, detta 'Cissy' (138 episodi, 1966-1971), interpretata da Kathy Garver.
- Ava Elizabeth Patterson-Davis, detta 'Buffy' (138 episodi, 1966-1971), interpretata da Anissa Jones.
- Jonathan Patterson-Davis, detto 'Jody' (138 episodi, 1966-1971), interpretato da Johnny Whitaker.
- Giles French (130 episodi, 1966-1971), interpretato da Sebastian Cabot.

### Personaggi secondari
- Miss Faversham (18 episodi, 1966-1971), interpretata da Heather Angel.
- Gregg (12 episodi, 1967-1971), interpretato da Gregg Fedderson.
- Peter (11 episodi, 1966-1970), interpretato da Randy Whipple.
- Scotty (10 episodi, 1966-1970), interpretato da Karl Lukas.
- Nigel French, detto 'Niles' (9 episodi, 1967), interpretato da John Williams.
- Emily Turner (6 episodi, 1970-1971), interpretata da Nancy Walker.

## Distribuzione
La serie è andata in onda per la prima volta negli Stati Uniti su CBS in 5 stagioni dal 1966 al 1971.

### Edizione italiana
La prima messa in onda in lingua italiana della serie è avvenuta sulla rete svizzera TSI dal 27 dicembre 1972 al 16 marzo 1978, senza seguire l'ordine cronologico degli episodi. Dal 12 novembre 1976 la serie è stata replicata sulla Rete 1 Rai, che a partire dal 29 maggio 1978 ha iniziato a trasmettere in prima visione gli episodi inediti fino al 1985. Il doppiaggio italiano è stato eseguito dalla Coop. A.D.C. presso gli stabilimenti Fono Roma di Milano, su dialoghi di Giancarlo De Angeli.

## Episodi
| Stagione         | Episodi | Prima TV USA | Prima TV italiana |
| ---------------- | ------- | ------------ | ----------------- |
| Prima stagione   | 30      | 1966-1967    | 1972-1985         |
| Seconda stagione | 30      | 1967-1968    | 1973-1985         |
| Terza stagione   | 28      | 1968-1969    | 1973-1982         |
| Quarta stagione  | 26      | 1969-1970    | 1973-1982         |
| Quinta stagione  | 24      | 1970-1971    | 1977-1984         |

## Remake
Nel 2002, The WB ha trasmesso una serie remake, con un nuovo cast di attori. La serie è composta da 16 episodi, di cui 2 mai trasmessi negli USA.

### Cast
- Gary Cole: Bill Davis
- Tim Curry: Mr. Giles French
- Caitlin Wachs: Sigourney Davis, 'Sissy'
- Jimmy "Jax" Pinchak: Jody Davis (eccetto pilot)
- Sasha Pieterse: Buffy Davis
- Luke Benward: Jody Davis (pilot)